# Edward Trevelyan
Edward Trevelyan, född den 14 augusti 1955 i San Pedro, Kalifornien, är en amerikansk seglare.
Han tog OS-guld i soling i samband med de olympiska seglingstävlingarna 1984 i Los Angeles.